# Glucosúria
La glucosúria (o glicosúria) és l'excreció de glucosa en l'orina. Normalment, l'orina no conté glucosa perquè els ronyons són capaços de recuperar de nou al torrent sanguini la totalitat de la glucosa filtrada. La glucosúria és gairebé sempre és causada per nivells elevats de glucosa en sang, habitualment per diabetis mellitus no tractada. En rares ocasions, la glucosúria és a causa d'un problema intrínsec de la reabsorció de la glucosa dins dels mateixos ronyons, un trastorn que s'anomena glucosúria renal. La glucosúria condueix a la pèrdua excessiva d'aigua per l'orina, un procés anomenat diüresi osmòtica, podent provocar una deshidratació.